# Требичка чесма - чесма кнеза Милоша на Требичком путу
Требичка чесма - чесма кнеза Милоша на Требичком путу налази се управо на месту како јој и само име налаже на Требичком путу. Натпис на самој плочи чесме уклесан је по наређењу: ,,Милош Обреновић, први књаз српски подиже овај источник за вечни спомен доласка свог у Бању 1860. године".

## О чесми кнеза Милоша
У Сокобању је кнез Милош Обреновић често долазио пред крај свог живота тражећи лек јер су га мучили јаки болови, одмерен и умерен живот и дијета. Није се обазирао на савете учених и цењених бечких лекара који су за рецепте и савете били скупо плаћени, већ је по сопственом нахођењу одлучио да ужива у благодетима бањске воде чије се избориште налазило на улазу у Сокобању из правца Алексинца где се сада и налази чесма њему посвећена која је уједно и проглашена непокретним културним добром. Свој изглед временом није мењала, а чесму народ неретко зове још и Требичка чесма, због тога што се налази се надомак археолошког локалитета Требич из доба неолита где су пронађене римске горбнице и вредан накит из другог и трећег века.